# 中區 (蔚山廣域市)
中區（：／ Jung gu */?）是大韓民國蔚山廣域市的一個區，位於市中部、太田江以北。面積37.0平方公里，2007年人口236,573人。下分14洞。1985年設區。